# 韋斯特福克鎮區 (阿肯色州華盛頓縣)
韋斯特福克鎮區（英語：West Fork Township）是位於美國阿肯色州華盛頓縣的一個行政鎮區。

## 地方資料
韋斯特福克鎮區的面積為85.19平方千米，當中陸地面積為84.45平方千米，而水域面積為0.74平方千米。根據2010年美國人口普查的數據，當地共有人口3651人，而人口密度為每平方千米42.86人。